# Camille-Ange-Gabriel Sabattier
Camille-Ange-Gabriel Sabattier, francoski general, * 2. avgust 1892, Pariz, Francija, † 1966.